# Emmanuel Klotz
 (janvier 2023).
Si vous disposez d'ouvrages ou d'articles de référence ou si vous connaissez des sites web de qualité traitant du thème abordé ici, merci de compléter l'article en donnant les références utiles à sa vérifiabilité et en les liant à la section « Notes et références ».
Emmanuel Klotz est un réalisateur français.

## Filmographie
- 2003 : Couac, le vilain petit canard
- 2009 : Lascars
- 2013 : La Vraie Vie des profs